# Bézierkurve

Bézier-Kurve 3. Grades und ihr Kontrollpolygon

Bézierkurven der Grade 1, 2 und 3 (rot) und die zugehörigen Kontrollpolygone (grau). Von links nach rechts wurde jeweils ein weiterer Kontrollpunkt (blau) hinzugefügt. Man erkennt, wie die Kurve bei Einfügen/Verändern eines Kontrollpunkts ihre Richtung und/oder Krümmung variiert.

Die Bézierkurve [be'zje…] ist eine parametrisch modellierte Kurve, die ein wichtiges Werkzeug bei der Beschreibung von Freiformkurven und -flächen ist.
In der Computergrafik finden Bézierkurven wegen ihrer optischen Eleganz und der verhältnismäßig leichten mathematischen Handhabbarkeit häufig Anwendung. Sie werden zur Definition von Kurven und Flächen in Vektorgrafiken genutzt. Mögliche Anwendungsfälle finden sich z. B. im Computer Aided Design, bei der Erstellung von Illustrationen (siehe z. B. SVG) oder der Beschreibung von Schrifttypen (z. B. Postscript, Type1, TrueType und CFF-OpenType).
Die Bézierkurve wurde Anfang der 1960er Jahre unabhängig voneinander von Pierre Bézier bei Renault und Paul de Casteljau bei Citroën für Computer-Aided Design (computerunterstützte Konstruktion) entwickelt. Paul de Casteljau gelang zwar die Entdeckung früher, Citroën hielt seine Forschungen jedoch bis zum Ende der 1960er Jahre als Betriebsgeheimnis zurück.
Verallgemeinerungen des Konzepts der Bézierkurven führen zu den Bézierflächen.

## Motivation, Definition
Numerisch einfache Kurven in der Ebene sind solche, die mit Hilfe
einer Parameterdarstellung {\displaystyle {\bf {x}}(t)=(x(t),y(t))^{T},\;t_{1}\leq t\leq t_{2},} beschrieben werden,
wobei {\displaystyle x(t)} und {\displaystyle y(t)} Polynome in {\displaystyle t} sind.
Ist
{\displaystyle x(t)=a_{0}+a_{1}t+a_{2}t^{2}+\cdots +a_{n}t^{n}},
{\displaystyle y(t)=b_{0}+b_{1}t+b_{2}t^{2}+\cdots +b_{n}t^{n}}
und setzt man {\displaystyle {\bf {a}}_{i}=(a_{i},b_{i})^{T}}, so lässt sich die Kurve übersichtlicher durch
{\displaystyle {\bf {x}}(t)={\bf {a}}_{0}+{\bf {a}}_{1}t+{\bf {a}}_{2}t^{2}+\cdots +{\bf {a}}_{n}t^{n}\ }
beschreiben.
Im Allgemeinen lässt sich direkt aus den Koeffizienten-Punkten {\displaystyle {\bf {a}}_{i}} nur wenig über den Kurvenverlauf aussagen. Lediglich {\displaystyle {\bf {a}}_{0}} (Anfangspunkt der Kurve) und {\displaystyle {\bf {a}}_{1}} (Tangentialvektor der Kurve an {\displaystyle {\bf {a}}_{0}}) haben konkrete geometrische Bedeutungen. Dies ändert sich, wenn man die Polynome {\displaystyle x(t),y(t)} nicht in der Monom-Basis
{\displaystyle \{1,t,t^{2},\dotsc ,t^{n}\}}, sondern in der folgenden Bernsteinbasis
{\displaystyle \{B_{0}^{n}(t),B_{1}^{n}(t),\dotsc ,B_{n}^{n}(t)\}} darstellt:
{\displaystyle \quad B_{i}^{n}(t):={n \choose i}t^{i}(1-t)^{n-i},\quad 0\leq i\leq n.}
Es sei nun {\displaystyle n>0} festgewählt und die Vektoren {\displaystyle {\bf {b}}_{0},{\bf {b}}_{1},\dotsc ,{\bf {b}}_{n}} beschreiben ein ebenes oder räumliches Polygon. Dann heißt die Darstellung
{\displaystyle \quad {\begin{aligned}{\bf {x}}={\bf {b}}(t)\ &=\ \sum _{i=0}^{n}{\binom {n}{i}}t^{i}(1-t)^{n-i}{\bf {b}}_{i}\\\ &=\ {\bf {b}}_{0}B_{0}^{n}(t)+{\bf {b}}_{1}B_{1}^{n}(t)+\cdots +{\bf {b}}_{n}B_{n}^{n}(t),\quad 0\leq t\leq 1,\end{aligned}}}
eine Bézierkurve vom (maximalen) Grad {\displaystyle n}. Die Punkte {\displaystyle {\bf {b}}_{0},\dotsc ,{\bf {b}}_{n}}
nennt man Kontrollpunkte der Bézierkurve.
Eigenschaften der Bernsteinpolynome:

Bernsteinpolynome

1. {\displaystyle B_{0}^{n}(t)+B_{1}^{n}(t)+\cdots +B_{n}^{n}(t)=1,}
2. {\displaystyle B_{0}^{n}(0)=1,\;B_{i}^{n}(0)=0} für {\displaystyle i>0,\quad B_{n}^{n}(1)=1,\;B_{i}^{n}(1)=0} für {\displaystyle i<n.}
3. Das Bernsteinpolynom {\displaystyle B_{i}^{n}} hat genau ein Maximum und zwar an der Stelle {\displaystyle t=i/n.} D. h. eine leichte Veränderung des Punktes {\displaystyle {\bf {b}}_{i}} hat nur in der Umgebung von {\displaystyle {\bf {x}}(i/n)} eine wesentliche Veränderung der Kurve zur Folge.

Eigenschaften einer Bézierkurve:
1. {\displaystyle {\bf {b}}_{0}} ist der Anfangs-, {\displaystyle {\bf {b}}_{n}} der Endpunkt
2. {\displaystyle {\bf {b}}_{1}-{\bf {b}}_{0}} ist die Richtung der Tangente im Punkt {\displaystyle {\bf {b}}_{0}={\bf {x}}(0),\;{\bf {b}}_{n-1}-{\bf {b}}_{n}} ist die Richtung der Tangente im Punkt {\displaystyle {\bf {b}}_{n}={\bf {x}}(1).}
3. Das Polygon {\displaystyle {\bf {b}}_{0},{\bf {b}}_{1},\dotsc ,{\bf {b}}_{n}} gibt einen ungefähren Verlauf der Kurve an.

## Weitere Eigenschaften der Bernsteinbasis
Für Untersuchungen von Bézierkurven sind die folgenden Eigenschaften nützlich:
Beziehung zwischen der Bernstein- und der Monom-Basis
(MB){\displaystyle \qquad t^{i}=\sum _{j=i}^{n}{\frac {j \choose i}{n \choose i}}B_{j}^{n}(t),\qquad B_{i}^{n}(t)=\sum _{j=i}^{n}(-1)^{j-i}{n \choose j}{j \choose i}t^{j},}
Rekursion
(R) {\displaystyle \qquad B_{i}^{n}(t)=(1-t)B_{i}^{n-1}(t)+tB_{i-1}^{n-1}(t),}
Skalierung
(S) {\displaystyle \qquad B_{i}^{n}(ct)=\sum _{j=0}^{n}B_{i}^{j}(c)B_{j}^{n}(t),}
Ableitung
(A) {\displaystyle \qquad {\frac {d}{dt}}B_{i}^{n}(t)=n\left(B_{i-1}^{n-1}(t)-B_{i}^{n-1}(t)\right),}
(Man beachte, dass {\displaystyle B_{-1}^{\cdots }(t)=0,B_{n}^{n-1}(t)=0} ist.)
Produkt
(P) {\displaystyle \qquad B_{i}^{m}(t)B_{j}^{n}(t)={\frac {{m \choose i}{n \choose j}}{m+n \choose i+j}}B_{i+j}^{m+n}(t).}

## Weitere Eigenschaften einer Bézierkurve
In der Literatur werden noch weitere Eigenschaften einer Bézierkurve aufgelistet:
- Die Kurve liegt innerhalb der konvexen Hülle des Kontrollpolygons. Dies folgt daraus, dass die Bernsteinpolynome vom Grad {\displaystyle n} eine Zerlegung der Eins sind:

{\displaystyle 1=\sum _{i=0}^{n}B_{i}^{n}(t)\quad t\in [0,1]}
- Die ersten Summanden des Taylorpolynoms bei {\displaystyle t=0} bzw. bei {\displaystyle t=1} lauten für {\displaystyle n\geq 2}:

{\displaystyle {\bf {b}}(t)={\bf {b}}_{0}+n({\bf {b}}_{1}-{\bf {b}}_{0})t+{\frac {n(n-1)}{2}}({\bf {b}}_{0}-2{\bf {b}}_{1}+{\bf {b}}_{2})t^{2}+{\mathcal {O}}(t^{3})}
{\displaystyle {\bf {b}}(t)={\bf {b}}_{n}+n({\bf {b}}_{n-1}-{\bf {b}}_{n})(1-t)+{\frac {n(n-1)}{2}}({\bf {b}}_{n-2}-2{\bf {b}}_{n-1}+{\bf {b}}_{n})(1-t)^{2}+{\mathcal {O}}((1-t)^{3})}
- Eine Gerade schneidet eine Bézierkurve höchstens so oft, wie sie ihr Kontrollpolygon schneidet (die Kurve ist variationsreduzierend, bzw. hat eine beschränkte Schwankung).
- Eine affine Transformation (Verschiebung, Skalierung, Rotation, Scherung) kann auf die Bézierkurve durch Transformation des Kontrollpolygons angewendet werden („affine Invarianz“).
- Liegen alle Kontrollpunkte auf einer Geraden, so wird die Bézierkurve zu einer Strecke (Vorteil gegenüber der Polynominterpolation).
- Der Einfluss eines Kontrollpunktes auf die Kurve ist global. Das heißt: Verschiebt man einen Punkt, verändert sich die gesamte Kurve. Daher verwendet man in der Praxis meist Splines, zusammengesetzte Kurven festen Grades, die stetig ineinander übergehen.
- Eine Bézierkurve kann immer in zwei Bézierkurven gleicher Ordnung geteilt werden, wobei sich die neuen Kontrollpunkte aus den alten mit Hilfe des De-Casteljau-Algorithmus ergeben (s. Abschnitt Teilung einer Bézierkurve).

## Der De-Casteljau-Algorithmus

De-Casteljau-Algorithmus für eine Bézier-Kurve 3. Grades

Höhere Potenzen von {\displaystyle t} auszurechnen ist numerisch instabil. Der folgende Algorithmus führt deshalb die Berechnung eines Kurvenpunktes auf wiederholte lineare Interpolation zurück. In jedem Schritt wird mittels linearer Interpolation ein neues um 1 kürzeres Polygon berechnet (s. Bild). Bei der letzten Interpolation entsteht schließlich der Kurvenpunkt:
Für das Polygon {\displaystyle \;{\bf {b}}_{0},{\bf {b}}_{1},\dots ,{\bf {b}}_{n}\;} im {\displaystyle \mathbb {R} ^{2}} (oder
{\displaystyle \mathbb {R} ^{3}}) und einem {\displaystyle t\in \mathbb {R} } definiert man rekursiv für jedes
{\displaystyle r=1,\dots ,n} das Polygon
- {\displaystyle \quad {\bf {b}}_{i}^{r}(t)=(1-t){\bf {b}}_{i}^{r-1}(t)+t{\bf {b}}_{i+1}^{r-1}(t),\quad i=0,\dots ,n-r\ } erzeugt. Dabei sei {\displaystyle \ {\bf {b}}_{i}^{0}(t)={\bf {b}}_{i}\ }.

Das Polygon der Stufe {\displaystyle r=0} ist identisch mit dem Ausgangspolygon, das Polygon der Stufe {\displaystyle r=n} ist ein Punkt, der Kurvenpunkt.
Aus der Rekursionseigenschaft (R) der Bernsteinpolynome folgt
{\displaystyle {\bf {b}}_{i}^{r}(t)=\sum _{j=0}^{r}{\bf {b}}_{i+j}B_{j}^{r}(t),\ }
für {\displaystyle r=0,\dots ,n,\ i=0,\dots ,n-r\ .}
(Beweis mit Hilfe vollständiger Induktion über r.)
Also ist
- {\displaystyle \quad {\bf {b}}_{0}^{n}(t)=\sum _{j=0}^{n}{\bf {b}}_{j}B_{j}^{n}(t)}

die Bézierkurve mit dem Kontrollpolygon {\displaystyle {\bf {b}}_{0},{\bf {b}}_{1},\dots ,{\bf {b}}_{n}}.
Diese Methode, einen Punkt der Bézierkurve durch lineare Interpolationen
zu bestimmen, heißt De-Casteljau-Algorithmus.
Wie für ein {\displaystyle t\in \mathbb {R} } mit Hilfe des Casteljau-Algorithmus aus dem Kontrollpolygon die Zwischenpolygone und schließlich der Punkt der Bézierkurve entsteht, zeigt die Abbildung für {\displaystyle n=3}. Die neuen Punkte teilen immer die alten Strecken, auf denen sie liegen, im gleichen Verhältnis {\displaystyle (1-t):t}.

## Bézierkurven bis zum dritten Grad

Lineare Bézierkurve

Lineare Bézierkurven {\displaystyle (n=1)}:
Zwei Kontrollpunkte {\displaystyle P_{0}:{\bf {b}}_{0}} und {\displaystyle P_{1}:{\bf {b}}_{1}} bestimmen eine gerade Strecke zwischen diesen beiden Punkten. Der Verlauf dieser linearen Bézier„kurve“ wird beschrieben durch
{\displaystyle {\bf {b}}(t)=\ (1-t){\bf {b_{0}}}+t{\bf {b}}_{1}{\mbox{ , }}\ t\in [0,1]}
Quadratische Bézierkurven {\displaystyle (n=2)}:

Quadratische Bézierkurve mit Casteljau-Algorithmus

Eine quadratische Bézierkurve ist der Pfad, der durch die Funktion {\displaystyle {\bf {b}}(t)} für die Punkte {\displaystyle P_{0}:{\bf {b}}_{0}}, {\displaystyle P_{1}:{\bf {b}}_{1}} und {\displaystyle P_{2}:{\bf {b}}_{2}} beschrieben wird:
{\displaystyle {\begin{aligned}{\bf {b}}(t)\ &=\ \sum _{i=0}^{2}{\binom {2}{i}}t^{i}(1-t)^{2-i}{\bf {b}}_{i}\\\ &=\ (1-t)^{2}{\bf {b}}_{0}+2t(1-t){\bf {b}}_{1}+t^{2}{\bf {b}}_{2}\\\ &=\ ({\bf {b}}_{0}-2{\bf {b}}_{1}+{\bf {b}}_{2})t^{2}+(-2{\bf {b}}_{0}+2{\bf {b}}_{1})t+{\bf {b}}_{0}{\mbox{ , }}\ t\in [0,1]\ .\end{aligned}}}
Die letzte Zeile zeigt: Eine quadratische Bézierkurve ist eine Parabel.
Mit Hilfe des De-Casteljau-Algorithmus ausgedrückt: {\displaystyle {\bf {b}}(t)={\bf {b}}_{0}^{2}(t)}
{\displaystyle {\bf {b}}_{0}^{2}(t)=(1-t)\underbrace {{\Bigl [}(1-t)\overbrace {{\bf {b}}_{0}} ^{{\bf {b}}_{0}^{0}}+t\overbrace {{\bf {b}}_{1}} ^{{\bf {b}}_{1}^{0}}{\Bigr ]}} _{{\bf {b}}_{0}^{1}(t)}+t\underbrace {{\Bigl [}(1-t)\overbrace {{\bf {b}}_{1}} ^{{\bf {b}}_{1}^{0}}+t\overbrace {{\bf {b}}_{2}} ^{{\bf {b}}_{2}^{0}}{\Bigr ]}} _{{\bf {b}}_{1}^{1}(t)}}

Kubische Bézierkurven {\displaystyle (n=3)}:

Kubische Bézierkurve mit Casteljau-Algorithmus

Kubische Bézierkurven sind in der Praxis von großer Bedeutung, da sowohl B-Spline-Kurven als auch NURBS stückweise in kubische Bézierkurven umgewandelt werden, um dann effizient mit dem De-Casteljau-Algorithmus gezeichnet zu werden. Selbiges gilt für hermitesche Splines, die in ihrer kubischen Form vor allem in der Computeranimation zur Interpolation zwischen Keyframes verwendet werden.
{\displaystyle {\begin{aligned}{\bf {b}}(t)\ &=\ \sum _{i=0}^{3}{\binom {3}{i}}t^{i}(1-t)^{3-i}{\bf {b}}_{i}\\&=\ (1-t)^{3}{\bf {b}}_{0}+3t(1-t)^{2}{\bf {b}}_{1}+3t^{2}(1-t){\bf {b}}_{2}+t^{3}{\bf {b}}_{3}\\&=\ (-{\bf {b}}_{0}+3{\bf {b}}_{1}-3{\bf {b}}_{2}+{\bf {b}}_{3})t^{3}+(3{\bf {b}}_{0}-6{\bf {b}}_{1}+3{\bf {b}}_{2})t^{2}+(-3{\bf {b}}_{0}+3{\bf {b}}_{1})t+{\bf {b}}_{0}\ ,\ t\in [0,1]\ .\end{aligned}}}
Mit Hilfe des De-Casteljau-Algorithmus ausgedrückt: {\displaystyle {\bf {b}}(t)={\bf {b}}_{0}^{3}(t)}
{\displaystyle {\begin{aligned}{\bf {b}}_{0}^{3}(t)=(1-t)&\underbrace {{\Bigl \{}(1-t)\overbrace {{\bigl [}(1-t){\bf {b}}_{0}+t{\bf {b}}_{1}{\bigr ]}} ^{{\bf {b}}_{0}^{1}(t)}+t\overbrace {{\bigl [}(1-t){\bf {b}}_{1}+t{\bf {b}}_{2}{\bigr ]}} ^{{\bf {b}}_{1}^{1}(t)}{\Bigr \}}} _{{\bf {b}}_{0}^{2}(t)}+\\t&\underbrace {{\Bigl \{}(1-t)\overbrace {{\bigl [}(1-t){\bf {b}}_{1}+t{\bf {b}}_{2}{\bigr ]}} ^{{\bf {b}}_{1}^{1}(t)}+t\overbrace {{\bigl [}(1-t){\bf {b}}_{2}+t{\bf {b}}_{3}{\bigr ]}} ^{{\bf {b}}_{2}^{1}(t)}{\Bigr \}}} _{{\bf {b}}_{1}^{2}(t)}\end{aligned}}}

## Vergleich der Kurvendarstellungen

Vergleich zwischen Kurvendarstellungen

Polynomiale Kurven (d. h. die Koordinaten sind Polynome bzgl. {\displaystyle t}) lassen sich in der Monom-Basis, der Bernsteinbasis und mit Hilfe des De-Casteljau-Algorithmus (fortgesetzte lineare Interpolation) beschreiben. Da die Koeffizientenpunkte der Monom-Basis nicht viel über den Kurvenverlauf aussagen, entstanden die Darstellungen mit der Bernstein-Basis (Bézier-Kurven) und mit dem De-Casteljau-Algorithmus. Die letzten beiden haben allerdings auch Vor- und Nachteile. Der De-Casteljau-Algorithmus hat gegenüber der Bézierdarstellung bei der Berechnung der Punkte (Numerik) Vorteile. Bézierkurven lassen sich dafür durch die vielen formalen Eigenschaften (s. o.) der Bernstein-Polynome leichter theoretisch (z. B. Krümmung) untersuchen. Der numerische Nachteil der Bézier-Kurven (Auswertung der Bernstein-Polynome) lässt sich durch eine dem Horner-Schema ähnlichen Methode ausgleichen:
```
function
 
bezier_comp
(
degree
:
 
integer
;
 
coeff
:
 
r_array
;
 
t
:
 
real
)
:
 
real
;

{Berechnet eine Komponente einer Bezier-Kurve. (Aus FARIN: Curves and Surfaces...)}

var

  
i
,
 
n_choose_i
:
 
integer
;
  
fact
,
 
t1
,
 
aux
:
 
real
;

begin

  
t1
 
:=
 
1
 
-
 
t
;
  
fact
 
:=
 
1
;
  
n_choose_i
 
:=
 
1
;

  
aux
 
:=
 
coeff
[
0
]
 
*
 
t1
;

  
for
 
i
 
:=
 
1
 
to
 
degree
 
-
 
1
 
do

  
begin

    
fact
 
:=
 
fact
 
*
 
t
;

    
n_choose_i
 
:=
 
n_choose_i
 
*
 
(
degree
 
-
 
i
 
+
 
1
)
 
div
 
i
;

    
aux
 
:=
 
(
aux
 
+
 
fact
 
*
 
n_choose_i
 
*
 
coeff
[
i
])
 
*
 
t1
;

  
end
;

  
aux
 
:=
 
aux
 
+
 
fact
 
*
 
t
 
*
 
coeff
[
degree
]
;

  
bezier_comp
 
:=
 
aux
;

end
;
  
{bezier_comp}

```

## Ableitungen einer Bézier-Kurve
Mit Hilfe der Ableitungen der Bernsteinpolynome
ergibt sich für die 1. Ableitung der Bézierkurve
{\displaystyle \ {\bf {b}}(t)=\sum _{i=0}^{n}B_{i}^{n}(t){\bf {b}}_{i}\ }:
{\displaystyle {\frac {d}{dt}}{\bf {b}}(t)=n\sum _{i=0}^{n-1}B_{i}^{n-1}(t)({\bf {b}}_{i+1}-{\bf {b}}_{i})\ .}
Lässt man die Tangentenvektoren alle im Nullpunkt des Koordinatensystems
beginnen, so beschreiben sie eine weitere Bézierkurve mit den
Kontrollpunkten {\displaystyle \ \Delta {\bf {b}}_{i}:={\bf {b}}_{i+1}-{\bf {b}}_{i}\ }.
Speziell gilt:
{\displaystyle {\frac {d}{dt}}{\bf {b}}(0)=n({\bf {b}}_{1}-{\bf {b}}_{0})\quad } und {\displaystyle \quad {\frac {d}{dt}}{\bf {b}}(1)=n({\bf {b}}_{n}-{\bf {b}}_{n-1}).}
Um höhere Ableitungen übersichtlich schreiben zu können, führt man
folgenden Differenzenoperator ein:
{\displaystyle \Delta ^{r}{\bf {b}}_{i}:=\Delta ^{r-1}{\bf {b}}_{i+1}-\Delta ^{r-1}{\bf {b}}_{i},}
Es ist
{\displaystyle {\begin{array}{rcl}\Delta ^{0}{\bf {b}}_{i}&=&{\bf {b}}_{i}\\\Delta ^{1}{\bf {b}}_{i}&=&{\bf {b}}_{i+1}-{\bf {b}}_{i}\\\Delta ^{2}{\bf {b}}_{i}&=&{\bf {b}}_{i+2}-2{\bf {b}}_{i+1}+{\bf {b}}_{i}\\\Delta ^{3}{\bf {b}}_{i}&=&{\bf {b}}_{i+3}-3{\bf {b}}_{i+2}+3{\bf {b}}_{i+1}-{\bf {b}}_{i}\\&\vdots \\\Delta ^{r}{\bf {b}}_{i}&=&\sum _{j=0}^{r}{r \choose j}(-1)^{r-j}{\bf {b}}_{i+j}\end{array}}}
Die {\displaystyle r}-te Ableitung der Bézierkurve {\displaystyle \ {\bf {b}}(t)=\sum _{i=0}^{n}{\bf {b}}_{i}B_{i}^{n}(t)\ }
lässt sich jetzt wie folgt schreiben:
{\displaystyle {\frac {d^{r}}{dt^{r}}}{\bf {b}}(t)={\frac {n!}{(n-r)!}}\cdot \sum _{i=0}^{n-r}\Delta ^{r}{\bf {b}}_{i}B_{i}^{n-r}(t)}
Speziell für {\displaystyle t=0} und {\displaystyle t=1} erhält man
{\displaystyle {\frac {d^{r}}{dt^{r}}}{\bf {b}}(0)={\frac {n!}{(n-r)!}}\Delta ^{r}{\bf {b}}_{0}\quad } und {\displaystyle \quad {\frac {d^{r}}{dt^{r}}}{\bf {b}}(1)={\frac {n!}{(n-r)!}}\Delta ^{r}{\bf {b}}_{n-r}}

## Graderhöhung einer Bézierkurve
Eine wichtige Manipulation der Darstellung einer vorgegebenen Bézierkurve ist die sog. Graderhöhung. Sie ist vergleichbar mit dem Anfügen von Termen {\displaystyle 0t^{n+1},0t^{n+2},\dots } an ein Polynom
{\displaystyle \ a_{0}+a_{1}t+\cdots a_{n}t^{n}\ }. Dabei ändert sich das Polynom nicht und der
(scheinbare) Grad wird erhöht. Analog stellt man eine fest vorgegebene Bézierkurve {\displaystyle \ {\bf {b}}(t)=\sum _{i=0}^{n}{\bf {b}}_{i}B_{i}^{n}(t)\ } in der Form
{\displaystyle \ {\bf {b}}(t)=\sum _{i=0}^{n+1}{\bf {b}}_{i}^{(1)}B_{i}^{n+1}(t)\ } mit geeigneten neuen Kontrollpunkten {\displaystyle \ {\bf {b}}_{0}^{(1)},\dots ,{\bf {b}}_{n+1}^{(1)}\ } dar.
Um die neuen Kontrollpunkte zu bestimmen, multipliziert man die ursprüngliche Darstellung mit dem Faktor {\displaystyle \ t+(1-t)\ }:
{\displaystyle {\begin{array}{rcl}{\bf {b}}(t)&=&\sum _{i=0}^{n}B_{i}^{n}(t)(t+(1-t)){\bf {b}}_{i}\\&=&\sum _{i=0}^{n}{n \choose i}t^{i}(1-t)^{n-i}(t+(1-t)){\bf {b}}_{i}\\&=&\sum _{i=0}^{n}{n \choose i}t^{i+1}(1-t)^{n-i}{\bf {b}}_{i}+\sum _{i=0}^{n}{n \choose i}t^{i}(1-t)^{n-i+1}{\bf {b}}_{i}\\&=&\sum _{i=1}^{n+1}{n \choose i-1}t^{i}(1-t)^{n+1-i}{\bf {b}}_{i-1}+\sum _{i=0}^{n}{n \choose i}t^{i}(1-t)^{n-i+1}{\bf {b}}_{i}\\&=&\sum _{i=0}^{n+1}t^{i}(1-t)^{n+1-i}\cdot \left({n \choose i-1}{\bf {b}}_{i-1}+{n \choose i}{\bf {b}}_{i}\right)\\&=&\sum _{i=0}^{n+1}{n+1 \choose i}t^{i}(1-t)^{n+1-i}{\bf {b}}_{i}^{(1)}\\&=&\sum _{i=0}^{n+1}B_{i}^{n+1}(t){\bf {b}}_{i}^{(1)},\quad {\text{wobei}}\\{\bf {b}}_{i}^{(1)}&:=&{\frac {i}{n+1}}{\bf {b}}_{i-1}+\left(1-{\frac {i}{n+1}}\right){\bf {b}}_{i},\ i=0,\dots ,n+1\\&=&\left({\frac {i}{n+1}}\right){\bf {b}}_{i}^{1}\quad {\text{für }}1\leq i\leq n{\text{ (s. Casteljau-Algor.)}}\end{array}}}
Die neuen Kontrollpunkte sind also:
{\displaystyle {\bf {b}}_{0},\quad \left({\frac {1}{n+1}}\right){\bf {b}}_{1}^{1},\quad \left({\frac {2}{n+1}}\right){\bf {b}}_{2}^{1}\quad ,\ldots ,\quad \left({\frac {n}{n+1}}\right){\bf {b}}_{n}^{1},\quad {\bf {b}}_{n}.}

Graderhöhungen einer Bézier-Kurve:
Kontrollpolygone bei ein-, zwei- und 10-maliger Graderhöhung}

Wesentliche Eigenschaften der Graderhöhung sind:
1. Wiederholte Graderhöhung führt zu einer Approximation der Bézierkurve durch das Kontrollpolygon.
2. Die größere Anzahl von Kontrollpunkten bietet mehr Freiheitsgrade, die Kurve zu verändern.
3. Mehrere Bézierkurven lassen sich auf einen einheitlichen Grad bringen. Dies ist wichtig bei Tensorprodukt-Bézierflächen.
4. Damit lassen sich auch dann quadratische Bézierkurven als kubische darstellen, falls ein Vektorzeichenprogramm (z. B. Inkscape) bzw. eine Grafikbibliothek (z. B. Cairo) nur kubische unterstützt.

## Teilung einer Bézierkurve

Zerlegung einer Bézierkurve

Eine Bézierkurve {\displaystyle \Gamma _{0}:{\bf {b}}(t)} ist normalerweise definiert für
{\displaystyle 0\leq t\leq 1}.
Sei nun {\displaystyle c\in (0,1)}. Dann ist {\displaystyle \Gamma _{1}:{\bf {b}}(t)} mit {\displaystyle 0\leq t\leq c} ein Teil der gegebenen Bézierkurve. Es soll nun die Teilkurve {\displaystyle \Gamma _{1}} als
Bézierkurve {\displaystyle {\bf {c}}(u)=\sum _{i=0}^{n}{\bf {c}}_{i}B_{i}^{n}(u)} mit {\displaystyle u\in [0,1]} vom (selben) Grad {\displaystyle n} mit geeigneten Kontrollpunkten {\displaystyle {\bf {c}}_{0},{\bf {c}}_{1},\dots ,{\bf {c}}_{n}} dargestellt werden. Setzt man {\displaystyle u:={\frac {t}{c}}}, so muss die folgende Gleichung erfüllt sein:
{\displaystyle \sum _{r=0}^{n}{\bf {c}}_{r}B_{r}^{n}\left({\frac {t}{c}}\right)=\sum _{i=0}^{n}{\bf {b}}_{i}B_{i}^{n}(t),\quad } für {\displaystyle \quad t\in [0,c]}
Dies gilt für
- {\displaystyle \quad {\bf {c}}_{r}={\bf {b}}_{0}^{r}(c)\quad } (s. Casteljau-Alg. und Abbildung)

Denn
{\displaystyle \sum _{r=0}^{n}{\bf {c}}_{r}B_{r}^{n}\left({\frac {t}{c}}\right)=\sum _{r=0}^{n}\sum _{i=0}^{r}{\bf {b}}_{i}B_{i}^{r}(c)B_{r}^{n}\left({\frac {t}{c}}\right)}
{\displaystyle =\sum _{r=0}^{n}\sum _{i=0}^{n}{\bf {b}}_{i}B_{i}^{r}(c)B_{r}^{n}\left({\frac {t}{c}}\right)\quad } wegen {\displaystyle \quad B_{i}^{r}(\cdots )=0\quad {\text{für}}\quad i>r}
{\displaystyle =\sum _{i=0}^{n}{\bf {b}}_{i}\sum _{r=0}^{n}B_{i}^{r}(c)B_{r}^{n}\left({\frac {t}{c}}\right)}
{\displaystyle =\sum _{i=0}^{n}{\bf {b}}_{i}B_{i}^{n}(t)\quad } (s. Eigensch. (S) der Bernst.-Pol.)
Der restliche Bogen ist die Bézierkurve {\displaystyle \Gamma _{2}:{\bf {d}}(v)} mit den Kontrollpunkten
- {\displaystyle \quad {\bf {d}}_{r}={\bf {b}}_{r}^{n-r}(c)\quad } (s. Abbildung)

## Rationale Bézierkurven

### Rationale Kurven und projektive Kurven
Bézierkurven sind parametrisierte Kurven, deren Parameterdarstellungen nur Polynome verwenden. Leider lassen sich so wichtige und geometrisch einfache Kurven wie Kreise nicht durch polynomiale Parameterdarstellungen beschreiben. Dieser Nachteil ist u. a. das Motiv für die Erweiterung
der als Parameterfunktionen zulässigen Funktionen auf rationale Funktionen.
Denn jeder Kegelschnitt hat eine rationale Darstellung. Da eine Kurve mit einer rationalen Darstellung
{\displaystyle \left({\frac {p_{1}(t)}{q_{1}(t)}},{\frac {p_{2}(t)}{q_{2}(t)}}\right)^{T}}
wobei die Funktionen {\displaystyle p_{i}} und {\displaystyle q_{i}} Polynome sind, in homogenen Koordinaten
die polynomiale Darstellung
{\displaystyle \langle \left(p_{1}(t)q_{2}(t)\;,\;p_{2}(t)q_{1}(t)\;,\;q_{1}(t)q_{2}(t)\right)^{T}\rangle }
besitzt, lassen sich ebene Kurven mit rationalen Koeffizientenfunktionen als
Zentralprojektion einer Bézierkurve im {\displaystyle \mathbb {R} ^{3}} auf die Einbettungsebene
{\displaystyle x_{3}=1} auffassen.
Die analoge Aussage gilt für Kurven im
{\displaystyle \mathbb {R} ^{3}}. Sie lassen sich als Zentralprojektion einer Bézierkurve im {\displaystyle \mathbb {R} ^{4}}
auf den Einbettungsraum {\displaystyle x_{4}=1} auffassen. Damit lassen sich die Vorteile
der Bézier-Darstellung einer polynomialen Kurve auch für rationale

Rationale Bézierkurve (rot) als Projektion einer gewöhnlichen räumlichen Bézierkurve (blau). Die Kontrollpunkte sind alle eigentlich, da keiner der Kontrollpunkte in der --Ebene liegt.

Kurven nutzen.

### Ebene rationale Bézierkurven
Es sei nun {\displaystyle n>0} festgewählt und die Vektoren {\displaystyle {\bf {b}}_{0},{\bf {b}}_{1},\cdots ,{\bf {b}}_{n},\ {\bf {b}}_{i}\neq {\bf {0}},} beschreiben ein Polygon im
{\displaystyle \mathbb {R} ^{3}}. Dann ist
{\displaystyle {\bf {x}}(t):={\bf {b}}_{0}B_{0}^{n}(t)+{\bf {b}}_{1}B_{1}^{n}(t)+\cdots +{\bf {b}}_{n}B_{n}^{n}(t),\quad 0\leq t\leq 1,}
eine (räumliche) Bézier-Kurve vom Grad {\displaystyle n}. Die Punkte {\displaystyle {\bf {b}}_{0},\cdots ,{\bf {b}}_{n}}
sind die Kontrollpunkte der (räumlichen) Bézierkurve.
Fasst man die 1-dimensionalen Unterräume
{\displaystyle \langle {\bf {b}}_{0}B_{0}^{n}(t)+{\bf {b}}_{1}B_{1}^{n}(t)+\cdots +{\bf {b}}_{n}B_{n}^{n}(t)\rangle }
als Punkte der reellen projektiven Ebene mit der Ferngerade {\displaystyle x_{3}=0}
auf, so bezeichnet man den affinen Anteil (Projektion vom Nullpunkt aus auf die Ebene {\displaystyle x_{3}=1}) dieser projektiven Kurve als rationale Bézierkurve.
Die Kontrollpunkte der Bézierkurve im {\displaystyle \mathbb {R} ^{3}} lassen sich folgendermaßen beschreiben:
{\displaystyle {\bf {b}}_{i}=w_{i}(x_{i},y_{i},1)^{T},\ w_{i}>0,\ } falls {\displaystyle {\bf {b}}_{i}} nicht auf der Ferngerade {\displaystyle x_{3}=0} und
{\displaystyle {\bf {b}}_{i}=w_{i}(x_{i},y_{i},0)^{T},\ w_{i}>0,\ } falls {\displaystyle {\bf {b}}_{i}} auf der Ferngerade liegt.
Beim Übergang zu inhomogenen Koordinaten wird ein Kontrollpunkt
entweder auf den affinen Punkt {\displaystyle {\bf {a}}_{i}:=(x_{i},y_{i})^{T}} oder auf den Fernpunkt
in Richtung {\displaystyle {\bf {a}}_{i}:=(x_{i},y_{i})^{T}} abgebildet.
Der Punkt {\displaystyle {\bf {a}}_{i}} heißt eigentlicher bzw. uneigentlicher
Kontrollpunkt der rationalen Bézierkurve und die Zahl {\displaystyle w_{i}} heißt das
Gewicht des Kontrollpunktes {\displaystyle {\bf {a}}_{i}}.
Eine rationale Bézierkurve hat folgende affine Beschreibung:
- {\displaystyle \qquad {\frac {\sum _{i=0}^{n}w_{i}{\bf {a}}_{i}B_{i}^{n}(t)}{\sum _{i=0}^{n}\delta _{i}w_{i}B_{i}^{n}(t)}},}

wobei {\displaystyle \delta _{i}=1} für eigentliche und {\displaystyle \delta _{i}=0} für uneigentliche
Kontrollpunkte zu setzen ist.
Die rationalen Bézierkurven haben (u. a.) die folgenden Eigenschaften:
Sind {\displaystyle {\bf {a}}_{i},w_{i},i=0,\dots ,n,} eigentliche Kontrollpunkte bzw.
die Gewichte einer rationalen Bézierkurve {\displaystyle \Gamma }, so gilt
1. Die Kurve {\displaystyle \Gamma } enthält die Kontrollpunkte {\displaystyle {\bf {a}}_{0},{\bf {a}}_{n}} (erster bzw. letzter Punkt des Kontrollpolygons).
2. Die Tangente im Punkt {\displaystyle {\bf {a}}_{0}} bzw. {\displaystyle {\bf {a}}_{n}} hat die Richtung {\displaystyle {\bf {a}}_{1}-{\bf {a}}_{0}} bzw. {\displaystyle {\bf {a}}_{n}-{\bf {a}}_{n-1}}.
3. Eine Erhöhung des Gewichts {\displaystyle w_{i}} bewirkt eine Veränderung der Kurve auf den Kontrollpunkt {\displaystyle {\bf {a}}_{i}} zu. (s. Abbildung)

Zusammenfassung:

Rationale Bézierkurven mit Gewichten und verschiedenen Gewichten

Eine ebene rationale Bézierkurve besitzt neben dem Kontrollpolygon noch die Gewichte {\displaystyle w_{i}} als Designparameter. Will man eine Kurve erzeugen, legt man zunächst die Kontrollpunkte {\displaystyle {\bf {a}}_{i}} und die Gewichte {\displaystyle w_{i}} fest. Dadurch wird dann auch eine räumliche (gewöhnliche) Bézierkurve mit den Kontrollpunkten {\displaystyle {\bf {b}}_{0},{\bf {b}}_{1},\cdots ,{\bf {b}}_{n}} definiert. Die Projektion dieser Kurve (vom Nullpunkt aus) auf die x-y-Ebene ({\displaystyle x_{3}=1}) liefert dann die ebene rationale Bézierkurve. Eine Variation der Gewichte ändert nicht die Kontrollpunkte {\displaystyle {\bf {a}}_{i}}, aber die (räumlichen) Kontrollpunkte {\displaystyle {\bf {b}}_{i}} und damit die zugehörige räumliche Bézierkurve und schließlich auch die (ebene) rationale Bézierkurve. Erhöht man ein Gewicht {\displaystyle w_{i}}, so entfernt sich der zugehörige Kontrollpunkt {\displaystyle {\bf {b}}_{i}} vom Nullpunkt und zieht die räumliche Bézierkurve mit. Der zugehörige Kontrollpunkt {\displaystyle {\bf {a}}_{i}} dagegen bleibt unverändert. Die rationale Bézierkurve bewegt sich auf ihn zu (s. Bild). Verringert man das Gewicht, bewegt sich die Kurve von dem Kontrollpunkt weg. Falls alle Gewichte 1 sind, ist die rationale Bézierkurve eine gewöhnliche Bézierkurve mit den Kontrollpunkten {\displaystyle {\bf {a}}_{i}}.

### Kegelschnitte als rationale Bézierkurven
Parabel:

Eine Bézierkurve vom Grad zwei mit nicht kollinearen Kontrollpunkten
{\displaystyle {\bf {b}}_{0},{\bf {b}}_{1},{\bf {b}}_{2}} im {\displaystyle \mathbb {R} ^{3}/\mathbb {R} ^{2}}
ist immer eine Parabel (s. oben). Um eine Parabel als (ganz-)rationale Bézierkurve darzustellen, wählt man drei nicht kollineare Kontrollpunkte {\displaystyle {\bf {a}}_{0},{\bf {a}}_{1},{\bf {a}}_{2}} und setzt {\displaystyle w_{0}=w_{1}=w_{2}=1} und {\displaystyle \delta _{0}=\delta _{1}=\delta _{2}=1}. Letzteres bedeutet: Die Kontrollpunkte sind alle eigentlich.
Ellipsen und Hyperbeln lassen sich durch Zentralprojektion von Parabeln im {\displaystyle \mathbb {R} ^{3}}, deren Ebenen nicht den Nullpunkt enthalten, auf die Einbettungsebene {\displaystyle x_{3}=1} erzeugen.
Hyperbel:

Für die Kontrollpunkte
{\displaystyle \ {\bf {b}}_{0}=(1,0,0)^{T}\ ,\ {\bf {b}}_{1}=(0,0,1/2)^{T}\ ,\ {\bf {b}}_{2}=(0,1,0)^{T}\ }
beschreibt
{\displaystyle {\bf {b}}(t)=t^{2}{\bf {b}}_{0}+2t(1-t){\bf {b}}_{1}+(1-t)^{2}{\bf {b}}_{2}}
{\displaystyle =\left(t^{2},(1-t)^{2},t(1-t)\right)^{T},\quad t\in \mathbb {R} ,}

Hyperbel (rot) als rationale Bézierkurve mit den Kontrollpunkten. Sie entsteht durch Projektion der blauen Parabel vom Nullpunkt aus auf die Ebene. Die Parabelpunkte gehen dabei auf die Fernpunkte der Hyperbelasymptoten über.

eine Parabel, die auf dem Kegel mit der Gleichung {\displaystyle \ x_{1}x_{2}=x_{3}^{2}\ } liegt (s. Bild). Die Kontrollpunkte und Gewichte der zugehörigen (ebenen) rationalen Bézierkurve sind:
{\displaystyle \ {\bf {a}}_{0}=(1,0)^{T}\ ,\ {\bf {a}}_{1}=(0,0)^{T}\ ,\ {\bf {a}}_{2}=(0,1)^{T}\quad } bzw. :{\displaystyle \ w_{0}=1\;,\;w_{1}=1/2\;,\;w_{2}=1\ }.
{\displaystyle {\bf {a}}_{0},{\bf {a}}_{2}} sind uneigentliche Kontrollpunkte. Damit ist
{\displaystyle \ \delta _{0}=0\;,\;\delta _{1}=1\;,\;\delta _{2}=0\ }
und der Nenner (s. o.) der rationalen Komponenten ist {\displaystyle \ t(1-t)\ }.
Also ist die zugehörige rationale Bézierkurve
{\displaystyle {\bf {a}}(t)={\frac {t^{2}{\bf {a}}_{0}+{\tfrac {1}{2}}2t(1-t){\bf {a}}_{1}+(1-t)^{2}{\bf {a}}_{2}}{t(1-t)}}}
{\displaystyle ={\frac {\left(t^{2},(1-t)^{2}\right)^{T}}{t(1-t)}}=\left({\frac {t}{1-t}},{\frac {1-t}{t}}\right)^{T}}
Dies ist eine rationale Parameterdarstellung eines Astes der Hyperbel mit der Gleichung {\displaystyle \ y=1/x\ }.
Die Änderung {\displaystyle \ {\bf {a}}_{0}=(c,0)^{T}\ } liefert eine rationale Bézierdarstellung der Hyperbel {\displaystyle y=c/x}.
Kreis:

Halbkreis (rot) als rationale Bézierkurve. ist uneigentlicher Kontrollpunkt, d. h. hier: Der Vektor gibt die Richtung der Tangenten in den Kreispunkten an.

In dem folgenden Beispiel sind die Kontrollpunkte der (räumlichen) Parabel:
{\displaystyle {\bf {b}}_{0}=(1,0,1)^{T}\;,\;{\bf {b}}_{1}=(0,1,0)^{T}\;,\;{\bf {b}}_{2}(-1,0,1)^{T}\ }.
Die Bézierkurve
{\displaystyle {\bf {b}}(t)=t^{2}{\bf {b}}_{0}+2t(1-t){\bf {b}}_{1}+(1-t)^{2}{\bf {b}}_{2}}
{\displaystyle =\left(t^{2}-(1-t)^{2},2t(1-t),t^{2}+(1-t)^{2}\right)^{T}}
liegt in diesem Fall auf dem Kegel mit der Gleichung {\displaystyle \ x_{1}^{2}+x_{2}^{2}=x_{3}^{2}\ } (s. Abbildung).
Die Kontrollpunkte und Gewichte der zu gehörigen rationalen Bézierkurve sind:
{\displaystyle \ {\bf {a}}_{0}=(1,0)^{T}\ ,\ {\bf {a}}_{1}=(0,1)^{T}\ ,\ {\bf {a}}_{2}=(-1,0)^{T}\quad } bzw. {\displaystyle \quad w_{0}=w_{1}=w_{2}=1\ }.
{\displaystyle {\bf {a}}_{1}} ist uneigentlicher Kontrollpunkt. Damit ist
{\displaystyle \ \delta _{0}=1\;,\;\delta _{1}=0\;,\;\delta _{2}=1\ }
und der Nenner (s. o.) der rationalen Komponenten ist {\displaystyle \ t^{2}+(1-t)^{2}\ }.
Also ist die zugehörige rationale Bézierkurve
{\displaystyle {\bf {a}}(t)={\frac {t^{2}{\bf {a}}_{0}+2t(1-t){\bf {a}}_{1}+(1-t)^{2}{\bf {a}}_{2}}{t^{2}+(1-t)^{2}}}}
{\displaystyle ={\frac {\left(t^{2}-(1-t)^{2},2t(1-t)\right)^{T}}{t^{2}+(1-t)^{2}}}}
{\displaystyle =\left({\frac {t^{2}-(1-t)^{2}}{t^{2}+(1-t)^{2}}}\;,\;{\frac {2t(1-t)}{t^{2}+(1-t)^{2}}}\right)^{T}}
Für {\displaystyle 0\leq t\leq 1} ist dies eine rationale Parameterdarstellung eines halben Einheitskreises.
Setzt man {\displaystyle \ {\bf {a}}_{0}=(a,0)^{T}\ ,\ {\bf {a}}_{1}=(0,b)^{T}\ ,\ {\bf {a}}_{2}=(-a,0)^{T},\;a>0,b>0,\ } erhält man eine rationale Bézierdarstellung der Ellipse mit der Gleichung {\displaystyle \ {\frac {x^{2}}{a^{2}}}+{\frac {y^{2}}{b^{2}}}=1\ }.

## Anwendung: Kreisapproximation durch kubische Bézierkurven
Kreise bzw. Kreisbögen lassen sich durch Bézierkurven nicht exakt, sondern nur genähert darstellen. Eine solche Näherung ist z. B. für die Gestaltung einer Typ-1-PostScript-Schrift nötig, da hier nur Strecken und Bézierkurven dritten Grades erlaubt sind. (Jedoch verläuft auch für größere {\displaystyle n} keine Bézierkurve {\displaystyle t\mapsto (x(t)|y(t))} {\displaystyle n}-ten Grades in einem noch so kleinen Kreisbogen mit Radius {\displaystyle r} zum Mittelpunkt {\displaystyle (z_{1}|z_{2})}, denn {\displaystyle (x(t_{0})|y(t_{0}))} liegt genau dann auf dem Kreisbogen, wenn {\displaystyle t_{0}} Nullstelle der Polynomfunktion {\displaystyle t\mapsto [x(t)-z_{1}]^{2}+[y(t)-z_{2}]^{2}-r^{2}} vom Grad {\displaystyle 2n} ist, was höchstens {\displaystyle 2n} Male vorkommt – vgl. Fehleranalyse.)
Teilt man einen Kreis in nur zwei (gleich große) Segmente und nähert die Halbkreise durch kubische Bézierkurven, zeigen sich größere Abweichung von der Kreisgestalt. Durch eine feinere Unterteilung in mehr Segmente lässt sich ein Kreis besser nähern. Je geringer der überstrichene Winkelbereich des Kreissegments ist, desto genauer ist die Näherung durch die Bézierkurve.
Eine oft verwendete, einfache Realisierung eines Kreises verwendet vier Viertelkreisbögen, die als kubische Bézierkurven dargestellt werden.
Um die Verbesserung der Näherung durch Verfeinerung der Unterteilung zu demonstrieren, werden in der Folge die Fehler der Halbkreisapproximation und der Viertelkreisapproximation miteinander verglichen.
Notation: Wir untersuchen Approximationen eines Kreises {\displaystyle Q} mit folgenden Parametern:
- {\displaystyle r} ist der Radius von {\displaystyle Q}
- {\displaystyle M} ist der Mittelpunkt von {\displaystyle Q}
- die Kontrollpunkte {\displaystyle P_{0}} und {\displaystyle P_{3}} liegen vom Mittelpunkt {\displaystyle M} im Abstand {\displaystyle r} entfernt (also auf der Kreislinie von {\displaystyle Q})
- {\displaystyle \kappa } ist eine reelle Zahl zwischen 0 und 1 ({\displaystyle \kappa =1} entspräche einer quadratischen Bézierapproximation).

Die zusätzlichen Kontrollpunkte {\displaystyle P_{1}} und {\displaystyle P_{2}} werden so gewählt, dass {\displaystyle P_{1}} zu {\displaystyle P_{0}} und {\displaystyle P_{2}} zu {\displaystyle P_{3}} den Abstand {\displaystyle \kappa r} hat.
Beispielkoordinaten Viertelkreis: 
Als einfaches Beispiel einer Viertelkreisapproximation wählen wir:
- den Mittelpunkt {\displaystyle M} des Kreises {\displaystyle Q} als {\displaystyle (0|0)},
- den Kontrollpunkt {\displaystyle P_{0}} auf der Kreislinie als {\displaystyle (r|0)},
- den Kontrollpunkt {\displaystyle P_{3}} auf der Kreislinie als {\displaystyle (0|r)} – die Strecke {\displaystyle MP_{3}} steht also senkrecht auf {\displaystyle MP_{0}}, so dass beide Strecken einen Viertelkreissektor bilden –,
- den Kontrollpunkt {\displaystyle P_{1}} als {\displaystyle P_{0}+\kappa (P_{3}-M)=(r|r\kappa )} (auf der Strecke {\displaystyle P_{0}(r|r)}),
- den Kontrollpunkt {\displaystyle P_{2}} als {\displaystyle P_{3}+\kappa (P_{0}-M)=(r\kappa |r)} (auf der Strecke {\displaystyle P_{3}(r|r)}).

Die vier Kontrollpunkte liegen also auf dem Rand des Quadrats mit den Eckpunkten {\displaystyle M=(0|0)}, {\displaystyle P_{0}=(r|0)}, {\displaystyle P_{3}=(0|r)} und {\displaystyle (r|r)}. Dies gewährleistet immerhin, dass die Näherungskurve und die Kreislinie in {\displaystyle P_{0}} und {\displaystyle P_{3}} dieselbe Tangente haben. So ist auch die aus den Viertelkreisapproximationen zusammengesetzte Kurve in den Knotenpunkten „glatt“.
Die kubische Bézierkurve {\displaystyle t\mapsto (x_{\kappa }(t)|y_{\kappa }(t))} ({\displaystyle t\in [0;1]}) hat mit diesen Kontrollpunkten folgende Form:
{\displaystyle x_{\kappa }(t)=(1-t)^{3}r+3t(1-t)^{2}r+3t^{2}(1-t)\kappa r\,,\quad y_{\kappa }(t)=t^{3}r+3t^{2}(1-t)r+3t(1-t)^{2}\kappa r}
Eine recht gute Approximation des oberen rechten Viertelkreisbogens erhält man mit {\displaystyle \kappa =0{,}552}, wie die nachfolgende Betrachtung zeigt.
Fehleranalyse: 
Die Abweichung der gerade angegebenen Bézierkurve {\displaystyle t\mapsto (x_{\kappa }(t)|y_{\kappa }(t))} vom darzustellenden Kreis {\displaystyle Q} lässt sich folgendermaßen quantifizieren:
Ein Punkt {\displaystyle (x_{\kappa }(t_{0})|y_{\kappa }(t_{0}))} der Bézierkurve {\displaystyle (x_{\kappa }|y_{\kappa })} liegt genau dann auf der vorgegebenen Kreislinie mit Radius {\displaystyle r} um den Mittelpunkt {\displaystyle M=(0|0)}, wenn {\displaystyle x_{\kappa }(t_{0})^{2}+y_{\kappa }(t_{0})^{2}=r^{2}} („Koordinatengleichung“) gilt. Definiert man
{\displaystyle f_{\kappa }(t)={\frac {x_{\kappa }(t)^{2}+y_{\kappa }(t)^{2}-r^{2}}{r^{2}}};\quad 0\leq t\leq 1,}
so ist das äquivalent zu {\displaystyle f_{\kappa }(t_{0})=0}. {\displaystyle f_{\kappa }(t)} ist ein Maß für die Abweichung der Approximation {\displaystyle (x_{\kappa }|y_{\kappa })} von der Kreisgestalt.
Fordert man dann die Übereinstimmung der Bézierkurve {\displaystyle (x_{\kappa }|y_{\kappa })} mit dem Kreis {\displaystyle Q} bei der Winkelhalbierenden, erhält man
{\displaystyle 0=f_{\kappa }(0{,}5)={\frac {9\kappa ^{2}+24\kappa -16}{32}}\quad \Longrightarrow \quad \kappa ={\frac {4}{3}}({\sqrt {2}}-1)\approx 0{,}55228}
Der Fehler ist Null bei {\displaystyle t\in \left\lbrace 0;0{,}5;1\right\rbrace }, sonst überall positiv, d. h. die Bézierkurve liegt stets auf oder außerhalb des Kreisbogens. Der maximale Fehler beträgt {\displaystyle f_{\kappa }(t)=5{,}45\cdot 10^{-4}} bei {\displaystyle t=0{,}211} und bei {\displaystyle t=0{,}789}.
Fordert man, dass die aufsummierten Fehler über die gesamte Kurve verschwinden ({\displaystyle f_{\kappa }(t)} kann sowohl positiv als auch negativ sein – die Bézierkurve verläuft teils außerhalb, teils innerhalb der Kreislinie – und das Integral darüber kann Null ergeben), erhält man
{\displaystyle 0=\int _{0}^{1}f_{\kappa }(t)\,\mathrm {d} t={\frac {6\kappa ^{2}+13\kappa -9}{35}}\quad \Longrightarrow \quad \kappa ={\frac {{\sqrt {385}}-13}{12}}\approx 0{,}55178}
Die größten Abweichungen liegen bei etwa {\displaystyle f_{\kappa }(0{,}5)=-5{,}3\cdot 10^{-4}} und bei {\displaystyle f_{\kappa }(0{,}173)=f_{\kappa }(0{,}827)=3{,}5\cdot 10^{-4}}. Beide Approximationen sind somit für viele Anwendungsbereiche ausreichend.
 Beispielkoordinaten Halbkreis: 
Bei einer Halbkreisnäherung mit {\displaystyle M=(0|0)}, {\displaystyle P_{0}=(0|-r)}, {\displaystyle P_{3}=(0|r)}, und {\displaystyle P_{1}=(\kappa r|-r)}, {\displaystyle P_{2}=(\kappa r|r)} mit {\displaystyle \kappa =1{,}3156} beträgt die maximale Abweichung {\displaystyle f_{\kappa }(t)=2{,}65\,\%}. Dies ist bzgl. der maximalen Abweichung etwa 50 mal schlechter als die Viertelkreisapproximation.